# Joël Pommerat
Pour les articles homonymes, voir Pommera.
Joël Pommerat, né le 28 février 1963 à Roanne (Loire), est un auteur et metteur en scène français.
Il a notamment reçu le Grand prix du théâtre de l'Académie française ainsi que, à deux reprises, le Molière de l'auteur francophone vivant.

## Biographie
Joël Pommerat découvre sa passion pour le théâtre au collège grâce à son enseignante de français, puis, après avoir quitté le système scolaire de façon précoce, lorsqu'il assiste pour la première fois au festival d'Avignon.
Renonçant à devenir enseignant comme le souhaitait son père, il s'installe à Paris pour devenir comédien. À 19 ans, il est engagé par la compagnie Théâtre de la Mascara dans l'Aisne. Mais la place de l'acteur lui semble ingrate et, à 23 ans, il décide de se consacrer à l'écriture.
Il fonde la Compagnie Louis Brouillard en 1990 et crée ses premiers spectacles au Théâtre de la Main d'Or à Paris.
Au bout de dix ans de travail, renonçant au cinéma auquel il a consacré trois années à travers l'écriture d'un scénario et la réalisation de courts métrages, Pommerat décide de rassembler un groupe d'acteurs avec lesquels il s'engage dans la durée pour faire des spectacles. En 2003, le jour de ses quarante ans, il propose à Saadia Bentaïeb, Agnès Berthon, Pierre-Yves Chapalain, Lionel Codino, Philippe Lehembre, Ruth Olaïzola et Marie Piemontese de monter avec eux une pièce par an pendant 40 ans.
À partir de 1997, il est accompagné et soutenu par le théâtre de Brétigny et par le Théâtre Paris-Villette.
À partir de 2001, la Compagnie Louis Brouillard présente ses spectacles en tournée.
Au monde et Le Petit Chaperon rouge en 2004 marquent un tournant dans la reconnaissance de son travail, du côté du public comme de la critique. De 2005 à 2008, il est en résidence à l’Espace Malraux, scène nationale de Chambéry et de la Savoie.
En 2007, Joël Pommerat revient sur sa démarche artistique dans l’essai Théâtres en présence. À l’invitation de Peter Brook, il est en résidence au Théâtre des Bouffes du Nord de 2007 à 2010.
À partir de septembre 2010, il est artiste associé à l'Odéon-Théâtre de l'Europe. Il est également artiste associé au Théâtre national de Belgique jusqu'en 2015.
En 2014, sur l'invitation de Philippe Quesne et Nathalie Vimeux, il rejoint l'association d'artistes du Théâtre Nanterre-Amandiers.
En 2016, il reçoit à Craiova le 13e Prix Europe Réalités Théâtrales pour l'ensemble de son œuvre dramatique.
Joël Pommerat se définit comme « écrivain de spectacle ». Il monte généralement ses propres textes.

## Œuvre
Aux Éditions Actes Sud, coll. « Actes Sud Papiers », Arles (sauf mention contraire).
- Pôles suivi de Grâce à mes yeux, 2003, 136 p. (ISBN 978-2-7427-4507-4)
- Au monde suivi de Mon ami, 2004, 112 p. (ISBN 978-2-7427-4915-7)
- D'une seule main suivi de Cet enfant, 2005, 112 p. (ISBN 978-2-7427-5557-8)
- Les Cinq Doigts de la main : théâtre (ill. Martin Jarrie), 2006
- Les Marchands, 2006, 56 p. (ISBN 978-2-7427-6152-4)
- Je tremble (1), 2007, 40 p. (ISBN 978-2-7427-6993-3)
- Je tremble : 1 et 2, 2009, 72 p. (ISBN 978-2-7427-7573-6)
- Cercles/fictions, 2010, 108 p. (ISBN 978-2-7427-9099-9)
- Cet enfant (nouvelle édition), 2010, 48 p. (ISBN 978-2-7427-9439-3)
- Ma chambre froide, 2011, 101 p. (ISBN 978-2-330-00021-9)
- Cendrillon, 2011, 96 p. (ISBN 978-2-330-00555-9) ; rééd. coll. « Babel », 2013
- La Grande et Fabuleuse Histoire du commerce, 2012, 80 p. (ISBN 978-2-330-01251-9)
- La Réunification des deux Corées, 2013, 64 p. (ISBN 978-2-330-01947-1)
- Au monde, 2013, 72 p. (ISBN 978-2-330-02579-3)
- Ça ira (1) Fin de Louis, 2016, 144 p. (ISBN 978-2-330-05996-5)

### Jeunesse
- Le Petit Chaperon rouge (ill. Marjolaine Leray), Actes Sud-Papiers, coll. « Heyoka jeunesse », 2005, 48 p. (ISBN 978-2-7427-5656-8)
- Pinocchio (ill. Olivier Besson), Actes Sud-Papiers, coll. « Heyoka jeunesse », 2008, 96 p. (ISBN 978-2-7427-7587-3)

### Essais
- Théâtres en présence, Actes Sud, coll. « Actes Sud Papiers/Apprendre », 2007, 56 p. (ISBN 978-2-7427-6656-7)
- Avec Joëlle Gayot, Joël Pommerat, troubles, Actes Sud, 2009, 118 p. (ISBN 978-2-7427-8491-2)

## Analyse de l’œuvre
Les pièces de Joël Pommerat sont profondément ancrées dans le monde contemporain. Leurs personnages représentent un condensé de la société, depuis les cercles du pouvoir économique et politique en passant par l'aristocratie ou les ordres religieux jusqu'à différentes composantes de la classe moyenne, des cadres aux travailleurs indépendants ou précaires. À travers la représentation de divers microcosmes, Joël Pommerat aborde les grandes questions du travail, de la famille, du pouvoir, de l'amour ou de l'idéal en interrogeant ce qui donne aux individus le « sentiment d'exister » (François Flahault).
Le théâtre est pour lui « un lieu possible d'interrogation et d'expérience de l'humain ». Ses pièces révèlent en effet que notre rapport au réel comporte une part d'imagination et de croyance. Dans cette écriture, la représentation du réel (objectif ou subjectif, intime ou collectif) est toujours liée à un travail sur la perception, perception des personnages et perception du spectateur.
Dans Pôles, Mon ami (2001) et Grâce à mes yeux (2002), Joël Pommerat met en scène des personnages ordinaires confrontés à la réalisation de soi et à la création artistique comme mode possible d'existence. L'alternance entre passé et présent, entre rêve et réalité et le trouble des personnages face au monde qui les entoure laissent sentir l'étrangeté du réel. Le travail est aussi au centre de La Grande et Fabuleuse Histoire du commerce (2011) qui représente des vendeurs à domicile, la théâtralité de leur métier et ses abus de confiance.
De même que Cet enfant (2006) autour du thème de la parentalité, Cercles/Fictions qui entremêle huit histoires aux époques et aux enjeux différents et La Réunification des deux Corées qui propose une mosaïque d'une vingtaine de fragments amoureux, la forme séquencée de Je tremble (1 et 2) permet un jeu d'échos et de contrepoints qui ouvre le sens pour le spectateur.
Ma chambre froide suspend le jugement en mettant en scène Estelle, une femme de ménage qui se dédouble en un frère violent pour forcer ses collègues à répéter une pièce de théâtre en l'honneur du patron qui leur a cédé ses entreprises. Cette pièce qui emprunte en partie à La Bonne âme de Setchouan de Brecht montre à quel point le travail du montage et l'étrangeté du théâtre de Joël Pommerat diffèrent de la distanciation brechtienne sans être pour autant dénués d'une portée critique.
Joël Pommerat a également réécrit des contes populaires : Le Petit Chaperon rouge, Pinocchio (2008) et Cendrillon (2011). Tout public, ces adaptations permettent le développement d'histoires qui éprouvent ce qui terrasserait la vie (initiation à la peur, au désir). Dans les contes comme dans certaines autres pièces, un personnage de narrateur/présentateur guide et brouille tout à la fois l'expérience proposée au spectateur.
Il a aussi écrit le livret et mis en scène quatre opéras. Trois ont été réalisés d'après ses propres œuvres : Thanks to my eyes d'après Grâce à mes yeux avec Oscar Bianchi (Festival d'Aix-en-Provence, 2011), Au monde (La Monnaie, Bruxelles, 2014) et Pinocchio (festival d'Aix-en-Provence, 2017) d'après les spectacles éponymes avec Philippe Boesmans (1936-2022) et le dernier, L'Inondation, d'après la nouvelle d'Evgueni Zamiatine (1929) avec Francesco Filidei (Paris, Théâtre national de l'Opéra-Comique, 2019).

### Processus de création
Joël Pommerat se définit comme un « écrivain de spectacle ». Son processus de création remet en cause la tradition du théâtre de texte en accordant une importante place au corps, au son, à la lumière et à l'espace. Il développe un « théâtre total » dans lequel textes, lumières, sons, musiques et costumes s’élaborent quasiment dans le même temps, pendant les répétitions, en collaboration avec l'équipe artistique. À partir d'un espace le plus souvent vide, Joël Pommerat travaille à donner forme aux images qu'il a en tête : il propose conjointement des indications d'écriture scénique et textuelle.
Avec son scénographe et éclairagiste Eric Soyer, Joël Pommerat crée des espaces sculptés par la lumière qui mettent en valeur la présence des acteurs. La musique et le son sont omniprésents. Les atmosphères ainsi créées oscillent entre rêve et réalité, proximité et étrangeté. Ce théâtre aspire à « rouvrir des sensations, des sensibilités, rouvrir la perception ». Les dispositifs circulaires de Cercles/Fictions (2010) et de Ma chambre froide (2011) de même que l'espace bifrontal de La Réunification des deux Corées (2013) témoignent de ce désir de Joël Pommerat d'instaurer un rapport particulier entre la scène et la salle. L'auteur-metteur en scène dit par exemple vouloir scéniquement créer le même effet que celui que l'on ressent à la lecture d'un livre lorsqu'on imagine les personnages. Le regard et l'imagination du spectateur sont particulièrement stimulés par la pénombre des éclairages et l'enchaînement des scènes selon un jeu d'apparition et de disparition dans un noir profond. Le playback est un autre procédé scénique récurrent utilisé pour introduire du trouble dans la réception. Le travail sur l'image et son cadre, l'usage du noir ainsi que la richesse de l'environnement sonore et la sonorisation des voix des acteurs à l'aide de micros HF rapprochent par certains aspects le théâtre de Joël Pommerat d'une expérience cinématographique, même si le cinéma n'est pas un modèle qu'il revendique.
Dans ses différents livres, Théâtres en présence et Troubles, Joël Pommerat expose sa technique de mise en scène. Si l'on pense qu'il écrit à partir d'improvisations de ses comédiens parce qu'il écrit au plateau, c'est faux. Il réécrit tout au long des répétitions et demande à ses comédiens de réapprendre le texte rapidement. Tout en collaborant avec eux, il reste le seul créateur.
Au centre de cette recherche, l'acteur doit se défaire de ses habitudes pour trouver l'authenticité de sa présence concrète et personnelle en scène. C'est instant par instant, influencé par ces présences en mouvement dans l'espace et la lumière, que Joël Pommerat conçoit ses spectacles. Ainsi, l'acteur n’est pas qu'un simple interprète mais fait partie du poème.
Ce processus de création nécessite du temps : selon les spectacles, les répétitions s’étendent sur des périodes de 3 à 6 mois.

## Mises en scène

### Théâtre
- 1990 : Le Chemin de Dakar, monologue, Théâtre Clavel
- 1991 : Le Théâtre, Théâtre de la Main d’Or
- 1993 : Des suées, Théâtre de la Main d’Or
- 1993 : Vingt-cinq années de littérature de Léon Talkoi, Théâtre de la Main d’Or
- 1994 : Les Événements, Théâtre de la Main d’Or
- 1995 : Pôles, Théâtre des Fédérés, Montluçon
- 1997 : Treize Étroites Têtes, Théâtre des Fédérés, Montluçon
- 2000 : Mon ami, Théâtre Paris-Villette
- 2002 : Grâce à mes yeux, Théâtre Paris-Villette
- 2003 : Qu’est-ce qu’on a fait ?, Centre dramatique national de Caen
- 2004 : Au monde, Théâtre national de Strasbourg
- 2004 : Le Petit Chaperon rouge, Espace Jules Verne, Théâtre de Brétigny, scène conventionnée du Val d'Orge
- 2005 : D'une seule main, Centre Dramatique National de Thionville
- 2006 : Cet enfant, recréation de Qu'est-ce qu'on a fait ?, Théâtre Paris-Villette
- 2006 : Les Marchands, Théâtre national de Strasbourg
- 2007 : Je tremble (1), Théâtre Charles-Dullin, scène nationale de Chambéry
- 2008 : Pinocchio d'après Carlo Collodi, Odéon-Théâtre de l'Europe Ateliers Berthier
- 2008 : Je tremble (1 et 2), Festival d'Avignon
- 2010 : Cercles / Fictions, Théâtre des Bouffes du Nord
- 2011 : Ma chambre froide, Odéon-Théâtre de l'Europe Ateliers Berthier
- 2011 : Cendrillon, Théâtre national de Belgique à Bruxelles
- 2011 : La Grande et Fabuleuse Histoire du commerce, Comédie de Béthune
- 2013 : La Réunification des deux Corées, Odéon-Théâtre de l'Europe Ateliers Berthier
- 2014 : Une année sans été, texte de Catherine Anne, mise en scène de Joël Pommerat, L'Hippodrome, scène nationale de Douai
- 2015 : Ça ira (1) Fin de Louis, Le Manège-Mons puis Théâtre Nanterre-Amandiers
- 2019 : Amours (1), Maison Centrale d’Arles
- 2019 : Contes et légendes, TNP puis Théâtre Nanterre-Amandiers
- 2022 : Amours (2), Friche la Belle de Mai
- 2024 : Marius, La Coursive, Scène nationale de La Rochelle

### Opéra
- 2011 : Thanks to my Eyes, opéra d’Oscar Bianchi (en), livret et mise en scène de Joël Pommerat d'après sa pièce Grâce à mes yeux, festival international d'art lyrique d'Aix-en-Provence
- 2014 : Au monde, opéra de Philippe Boesmans, livret et mise en scène de Joël Pommerat d’après sa pièce Au monde, théâtre de La Monnaie
- 2017 : Pinocchio, opéra de Philippe Boesmans, livret et mise en scène de Joël Pommerat d'après sa pièce Pinocchio, festival d'Aix-en-Provence
- 2019 : L'inondation, opéra de Francesco Filidei, livret et mise en scène de Joël Pommerat d'après la nouvelle d'Ievgueni Zamiatine L'Inondation (1929), Théâtre national de l'Opéra-Comique

## Distinctions

### Récompenses
- 2006 : Prix de la meilleure création d'une pièce en langue française du Syndicat de la critique pour Cet enfant
- 2007 : Grand prix de littérature dramatique pour Les Marchands
- 2010 : Molière des compagnies pour Cercles / Fictions, Cie Louis Brouillard
- 2010 : Prix Théâtre de la SACD
- 2011 : Molière de l'auteur francophone vivant pour Ma chambre froide
- 2011 : Molière des compagnies pour Ma chambre froide
- 2011 : Grand prix du théâtre du Syndicat de la critique pour Ma chambre froide
- 2012 : Prix belge de la critique francophone pour Cendrillon
- 2013 : Prix Beaumarchais / Le Figaro du meilleur auteur pour La Réunification des deux Corées
- 2013 : Prix du meilleur spectacle public au Palmarès du théâtre pour La Réunification des deux Corées
- 2013 : Prix de la meilleure création d'une pièce en langue française du Syndicat de la critique pour La Réunification des deux Corées
- 2013 : Prix du meilleur créateur d'élément scénique du Syndicat de la critique (Éric Soyer) pour La Réunification des deux Corées
- 2015 : Prix de la meilleure création mondiale aux International Opera Awards pour l'opéra Au monde (sur une musique de Philippe Boesmans)
- 2015 : Grand prix du théâtre de l'Académie française pour l'ensemble de son œuvre dramatique
- 2015 : Prix SACD Plaisir du théâtre - Prix Marcel Nahmias pour l'ensemble de son œuvre dramatique
- 2016 : 13e Prix Europe pour le théâtre - Prix Europe Réalités Théâtrales[7], pour l'ensemble de son œuvre dramatique[24]
- Molières 2016 : 
  - Molière du spectacle jeune public pour Pinocchio
  - Molière du metteur en scène d’un spectacle de théâtre public pour Ça ira (1) Fin de Louis
  - Molière de l'auteur francophone vivant pour Ça ira (1) Fin de Louis
  - Molière du théâtre public pour Ça ira (1) Fin de Louis
- 2018 : Prix de la meilleure création musicale du Syndicat de la critique pour l'opéra Pinocchio (sur une musique de Philippe Boesmans)
- Molières 2018 : 
  - Molière du spectacle jeune public pour Le Petit Chaperon rouge
  - Molière du metteur en scène d’un spectacle de théâtre privé pour Cendrillon
  - Molière de la création visuelle pour Cendrillon
- 2023 : Grand Prix de la SACD

### Nominations
- Molières 2008 : Molière de l'auteur francophone vivant pour Je tremble
- Molières 2009 : Molière de l'auteur francophone vivant pour Je tremble
- Molières 2010 : Molière de l'auteur francophone vivant pour Cercles / Fictions
- Molières 2014 : Molière de l'auteur francophone vivant pour Les Marchands
- Molières 2020 : Molière de l'auteur francophone vivant et Molière du metteur en scène d'un spectacle de théâtre public pour Contes et légendes
- Molières 2023 : Molière de l'auteur francophone vivant et Molière du metteur en scène d'un spectacle de théâtre public pour Amours (2)